# Asia Continental Airlines
Asia Continental Airlines was een Kazachse luchtvaartmaatschappij met haar thuisbasis in Almaty.

## Geschiedenis
Asia Continental Airlines is opgericht in 2002

## Vloot
De vloot van Asia Continental Airlines bestaat uit (januari 2007):
- 2 Yakolev Yak-40()